# Anise Koltz
Anise Koltz, née le 12 juin 1928 à Eich, quartier de Luxembourg et morte le 1er mars 2023, est une poétesse et écrivaine luxembourgeoise. 
Elle est l’autrice d’une œuvre poétique importante d'abord en allemand puis en français.
Elle reçoit à Strasbourg en 2008 le prix Jean-Arp de littérature francophone pour l'ensemble de son œuvre et à Paris en 2018 le prix Goncourt de la poésie.

## Biographie
De nationalité luxembourgeoise, née en juin 1928,, Anise Koltz est devenue un écrivain majeur de la littérature francophone, après avoir écrit en allemand pendant des années. 
D’ascendances tchèque, allemande, anglaise et belge, d’expressions allemande, française et luxembourgeoise, mais aussi héritière d’une famille qui a ardemment milité dès l’entre-deux-guerres pour l'unité européenne, elle est une figure représentative des lettres européennes. 
Elle est la petite-nièce d’Émile Mayrisch, cofondateur de l’Arbed, et son épouse Aline de Saint-Hubert, traductrice de Maître Eckhart, qui avaient après la Première Guerre mondiale organisé dans leur château de Colpach de prestigieuses rencontres culturelles, avec des invités tels que André Gide, Paul Claudel et Henri Michaux, Karl Jaspers, Walter Rathenau et Hermann von Keyserling. 
Anise Koltz publie son premier recueil de poèmes, Spuren nach innen en 1960 à Luxembourg et le deuxième, Steine und Vögel, en 1964 à Munich. 
En 1966, elle est publiée à Paris dans la collection bilingue de Pierre Seghers, « Autour du monde ». La plupart de ses recueils suivants paraissent aux éditions Phi à Luxembourg. Son mari René Kolz, déporté par les nazis pendant la Seconde Guerre mondiale, meurt en 1971 des suites des sévices subis pendant sa déportation. À la suite de cette mort, elle décide d'écrire essentiellement en français,.  
Anise Koltz a créé en 1963 et animé jusqu’en 1974 les Biennales de Mondorf. Les Journées littéraires de Mondorf prendront leur relais de 1995 à 1999, puis l’Académie européenne de poésie, que préside Anise Koltz.
Anise Koltz est membre de l'Académie Mallarmé et de l'Institut Grand-ducal des arts et des lettres.
Éditée depuis 2007 par les Éditions Arfuyen puis à partir de 2016 par Gallimard, elle reçoit en 2018 le prix Goncourt de la poésie. Ce prix s'ajoute à d'autres distinctions reçues le long de son parcours : prix Batty-Weber en 1996, Prix Guillaume-Apollinaire en 1998, prix Servais en 2008, prix Jean-Arp de littérature francophone en 2009.
Elle meurt le 1er mars 2023,.

## Publications

### En allemand
- Märchen, Luxembourg, 1957
- Heimatlos, Gedichte, Luxembourg, 1959
- Der Wolkenschimmel und andere Erzählungen, Luxembourg, 1960
- Spuren nach innen, 21 Gedichte, Luxembourg, 1960
- Steine und Vögel, Gedichte, München/Esslingen, 1964
- Den Tag vergraben, Bechtle Verlag, 1969
- Fragmente aus Babylon, Delp Verlag, 1973

### En bilingue allemand-français
- Le Cirque du soleil, Pierre Seghers, 1966
- Vienne quelqu’un, Rencontre, 1970
- Fragments de Babylone, Fagne, 1974
- Sich der Stille hingeben, Heiderhoff Verlag, 1983

### En français
- Le Jour inventé, Paris, Librairie Saint-Germain-des-Prés, 1975
- Le temps passe, enrichi d'une eau-forte de Léon Zack, Erpeldange, Club 80/Éditions d'art, 1978
- La terre monte, Paris, Belfond, 1980
- Souffles sculptés, Luxembourg, Guy Binsfeld, 1988
- Chants de refus I et II, Paris, phi, 1993 et 1995
- Le Mur du son, phi, 1997, Prix Guillaume Apollinaire
- Le paradis brûle, Paris, La Différence, 1998
- La terre se tait, phi, 1999
- Le Cri de l’épervier, phi, 2000
- Le Porteur d’ombre, phi, 2001
- L’Avaleur de feu, phi, 2003
- Béni soit le serpent, phi, 2004
- L’Ailleurs des mots, Paris, Éditions Arfuyen, coll. "Les Cahiers d'Arfuyen", Paris-Orbey, 2007, Prix Jean Servais
- La Lune noircie, Éditions Arfuyen,  coll. "Les Cahiers d'Arfuyen", Paris-Orbey, 2009, Prix Jean Arp de littérature francophone
- La Muraille de l’Alphabet, phi, 2010
- Je renaîtrai, Éditions Arfuyen,  coll. "Les Cahiers d'Arfuyen", Paris-Orbey, 2011, médaille de bronze du prix Théophile-Gautier de l'Académie française
- Soleils chauves, Éditions Arfuyen, coll. "Les Cahiers d'Arfuyen", Paris-Orbey, 2012, Prix des Découvreurs 2012
- Galaxies intérieures, Éditions Arfuyen,  coll. "Les Cahiers d'Arfuyen", Paris-Orbey, 2013
- Un monde de pierres, Éditions Arfuyen,  coll. "Les Cahiers d'Arfuyen", Paris-Orbey, 2015
- Pressée de vivre, suivi de Après, Éditions Arfuyen,  coll. "Les Cahiers d'Arfuyen", Paris-Orbey, 2018

## Anthologie
- Somnambule du jour (poèmes choisis), Gallimard, coll. « Poésie », 2016
- Livre hommage Le jour qui s'attarde, chez Éclats d'encre de Christophe Condello, Poésie, 2007

En 2018, la poétesse Anise Koltz, éditée depuis 2007 par les Éditions Arfuyen, reçoit le prix Goncourt de la poésie.

## Prix et distinctions
- 2018 : Prix Goncourt de la poésie pour l'ensemble de son œuvre